# 榆溪河

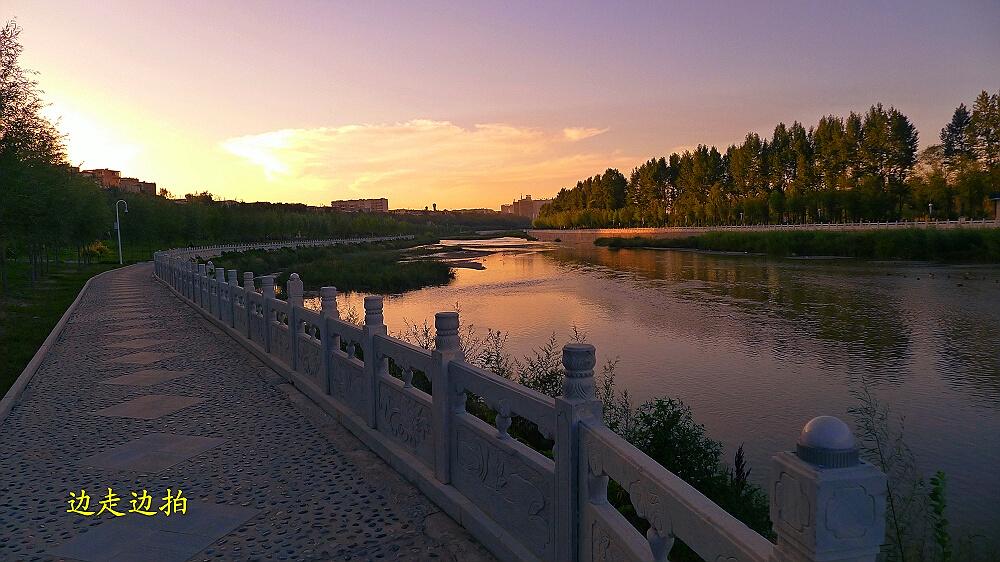
榆林市区河段

榆溪河，位于中华人民共和国陕西省北部榆林市境内的一条河流，为无定河左岸支流，发源于榆林市榆阳区北部小壕兔乡刀兔海子以西的水掌泉，由西北向东南，流经孟家湾乡、牛家梁镇、榆林市区、横山区白界镇陈家沟村等地，于榆阳区鱼河镇以西汇入无定河。干流全长98.8千米，流域面积5530平方千米。